# Carl Hirschmann
Carl Hirschmann fue un banquero neerlandés y el 2.º Secretario General de la FIFA, que ejerció desde 1906 hasta 1931 en caso de dimisión.

## Historia
Carl Anton Wilhelm Hirschmann se desempeñó como secretario de la Real Asociación Holandesa de Fútbol. En ese período la idea de fundar una federación internacional toma forma (Hirschmann sabiendo el papel de los dirigentes ingleses que ya habían fundado la Asociación de Fútbol en 1863). Hirschmann, se dirigió a la Asociación de Fútbol. El secretario aceptó la propuesta, pero el Comité Ejecutivo de la Asociación de Fútbol, el International FA Board y las Asociaciones de Escocia, Gales e Irlanda habrían dado su opinión sobre el asunto. El 23 de mayo de 1904, Robert Guérin fue elegido presidente de la FIFA, Victor E. Schneider (Suiza) y Hirschmann se hicieron Vicepresidentes. Louis Muhlinghaus fue nombrado secretario y tesorero, asistido por Ludvig Sylow (Dinamarca). Estos realizaron una labor inmensa, ya que la FIFA solo existía en "papeles" por así decirlo. Había que darle forma, crear las asociaciones con verdaderos representantes y conseguir nuevos miembros. El inicio de la Primera Guerra Mundial (1914) supuso un paréntesis. La FIFA caía sobre los hombros del entonces presidente Daniel Burley Woolfall, pero murió en 1918. Fue el presidente interino de la FIFA hasta que  Jules Rimet fue elegido como tercer presidente en marzo de 1921.
Sin embargo la FIFA no se desvaneció por completo, gracias a Hirschmann quien llevó a cabo sus tareas como Secretario Honorario en sus oficinas de Ámsterdam, que mantuvo viva la organización. Aun teniendo pocas posibilidades, mantuvo viva todos sus lazos con sus colegas extranjeros. De esta manera, cuidó su cargo de secretaría de la FIFA por su cuenta. Hirschmann tenía una increíble capacidad para trabajar y era muy generoso. Dedicó su vida al deporte, particularmente el fútbol. Sirvió a la Asociación Holandesa de Fútbol cumpliendo distintas funciones, y también perteneció al comité olímpico nacional. Tomó contacto con todos los miembros al final de la guerra, por iniciativa del presidente de la Asociación Francesa de Fútbol, Jules Rimet. Hirschmann convocó una asamblea en Bruselas en 1919. Sin embargo, las negociaciones avanzaron tediosamente (lentamente). Después de una larga y sangrienta guerra, las heridas aun no habrían cicatrizado. Muchos delegados en particular los ingleses, no quisieron aceptar a los enemigos de la pasada guerra.
En 1920 se celebró una reunión en Amberes (Bélgica). Donde se escogió un nuevo consejo de administración en la FIFA que fue elegido con carácter provisional. Se compuso con los siguientes: Jules Rimet como presidente, el danés Louis Oestrup como Vicepresidente y Hirschmann como Secretario Honorario. Los resultados de estas elecciones fueron sometidos a todas las asociaciones afiliadas que dieron unánimemente su aprobación por correo. Esta fue la última vez que este procedimiento se utilizó, los siguientes Estatutos excluyeron la votación por correo o por mandato (es decir con un representante).